# هیتون، کارلایل
هیتون (به انگلیسی: Hayton) یک روستا و محله مدنی در بریتانیا است که در کارلایل واقع شده‌است. هیتون ۲٬۲۲۲ نفر جمعیت دارد.